# 角狀澤米屬
角狀澤米屬（Ceratozamia）是新世界一屬蘇鐵，約有16-18個現存物種及1-2個化石種。大部份物種都是墨西哥山區的特有種，而巨型角果澤米則分佈至瓜地馬拉及伯利茲的山區。其名字上的「角狀」是指雄及雌孢子葉上一對角狀的伸延物。很多物種的分佈地有限，差不多所有已描述的物種都處於易危或極危狀況。非法的採集是主要的威脅。

## 特徵
角狀澤米屬是雌雄異體的，莖呈球狀或圓柱狀，很少會分成兩個分枝的。幾個物種是有無性芽。葉子呈羽狀、直及螺旋形排列。它們一般是會落葉，但有些卻不會。葉柄及花軸有刺，但數量很少。子葉基部相連，葉脈平行及沒有中脈。雄毬果呈圓柱狀、垂直、有毛及柄。雌毬果可以有柄或無柄，直立及有短毛。種子呈橢圓形，肉質的外殼是白色的。

## 分佈及棲息地
大部份物種都在海拔800-1000米的山區、潮濕森林的隱蔽坡面生長。這類森林分佈在熱帶雨林至松櫟林之內。物種的特徵與所處環境的濕度有關：闊薄小葉的是生長在潮濕的地區；窄厚子葉的是生長在有潮濕及乾旱季節的地區。

## 分類
現時角狀澤米屬內並未有正式的分類，但大致可以分為兩類。第一類包含了7個物種，有細小的毬果，小葉厚薄及對稱，逐漸向基部修窄；第二類有9個物種，毬果由細小至很大，小葉很窄，由薄至厚，對稱，並不會修窄。

### 第一類
- C. euryphyllidia
- 海氏角果澤米（C. hildae）
- C. latifolia
- C. microstrobila
- C. miqueliana
- C. morettii
- C. whitelockiana

### 第二類
- C. alvarezii
- 桂氏有角堅果鳳尾蕉（C. kuesteriana）
- C. matudae
- 墨西哥角果澤米（C. mexicana）
- C. mixeorum
- 諾氏角果澤米（C. norstogii）
- 巨型角果澤米（C. robusta）
- C. sabatoi
- C. zaragozae

### 其他物種
再者，有幾個物種並未正式得到確認，包括C. mirandai及C. zoquensis。另外亦有兩個化石種：C. hofmannii及C. wrightii，但前者可能其實是單子葉植物。C. wrightii是第一種發現的角狀澤米屬化石，其葉子碎片是在阿拉斯加Kupreanof島的始新世地層發現。這個發現支持了北部地區於第三紀時是處於亞熱帶氣候。